# Indifferentemente (libro)
Indifferentemente è un libro autobiografico scritto nel 2021 da Mario Trevi con Salvatore Architravo.

## Trama
Mario Trevi, nome d'arte di Agostino Capozzi, racconta la propria dividendo il libro in due percorsi: la carriera e la vita privata. Nella prima parte del libro racconta l'inizio della sua carriera, la gavetta iniziata nella periferia di Napoli, la scoperta da parte del musicista Attilio Staffelli, le prime incisioni su 78 giri, la Piedigrotta, i Festival di Napoli, dove è primo interprete, nel 1963, del brano Indifferentemente, le tournée all'estero, gli incontri con vari personaggi del mondo dello spettacolo, le esperienze teatrali e cinematografiche, fino ad arrivare ai sessant'anni di carriera e la sua esperienza con il web. Nella seconda parte del libro Trevi racconta Capozzi: la nascita, la povertà, la famiglia, la fede, la politica, i miti.
Il libro continua con una serie di testimonianze da parte di artisti, come Renzo Arbore, Sergio Bruni, Vinicio Capossela, Gigi D'Alessio, Nino D'Angelo, Tullio De Piscopo, Milva, James Senese.
Il libro si conclude con una minuziosa discografia, divisa per anni e completa di numeri di catalogo delle singole incisioni, la teatrografia divisa per ogni singolo spettacolo completo di cast, la filmografia e la bibliografia.
Il libro è corredato da foto, è composto da 205 pagine e presenta un Codice QR che permette di accedere direttamente al sito ufficiale ed i vari profili ufficiali presenti su Facebook, Instagram, You Tube e digital store.

### Versione inglese
Nel 2022 viene pubblicata l'edizione inglese del libro, intitolata Indifferentemente for Naples.

### Il docufilm
In occasione dei sessantacinque anni di carriera, partendo dall'autobiografia Indifferentemente, nel 2025 viene pubblicato il docufilm Indifferentemente... Mario Trevi, con la regia di Salvatore Architravo. Il docufilm, pubblicato su YouTube  e su Prime Video , vede come protagonista lo stesso Trevi che racconta la sua carriera, partendo dal debutto negli anni '50 ed arrivando al conferimento della Medaglia della Città di Napoli del 2021. Il racconto è arricchito dalle testimonianze di artisti come Gigi D'Alessio, Nino D'Angelo, James Senese, Tullio De Piscopo, Franco Ricciardi, Gianni Simioli, Franco Moreno, Oscar di Maio, Damiano Mazzone, i veterani Salvatore Palomba, Gianni Aterrano, Enzo Di Domenico e Gloria Christian, le ultime testimonianze postume di Mirna Doris, Tony Iglio, Giulietta Sacco e Fernando Esposito della Phonotype, i giornalisti Pietro Gargano e Federico Vacalebre, e persino il gruppo hip hop Sangue Mostro, che omaggiò Mario Trevi nell’album “Cuo-Rap” del 2014. 

## Capitoli
- Gli inizi
- La Piedigrotta e le prime incisioni
- Il mio primo Festival di Napoli
- Giuseppe Marotta e Totò
- Continuano i Festival
- Il pittore Roberto Carignani
- Le canzoni classiche napoletane
- Napoli nel mondo
- Il 1971: la fine del Festival di Napoli
- La televisione
- Tra musica e palcoscenico
- Dietro le quinte
- 'A pagella e il cinema
- Festival e nuove canzoni
- Pino Daniele, Cento canzoni e nuovi successi
- Arriva il duemila!
- Io su internet?
- La mia infanzia
- La mia famiglia
- La fede
- La politica
- I miti
- I difetti
- La critica
- Caro Mario...
- Discografia
- 78 giri
- 45 giri
- EP
- Album
- Partecipazioni
- Omaggi musicali
- Le canzoni mai incise
- Teatrografia
- Filmografia
- Bibliografia